# ایندیپندنس (کالیفرنیا)
ایندیپندنس (به انگلیسی: Independence) یک منطقهٔ مسکونی در ایالات متحده آمریکا است که در شهرستان اینیو، کالیفرنیا واقع شده‌است. ایندیپندنس ۱۲٫۶۱۲ کیلومتر مربع مساحت و ۶۶۹ نفر جمعیت دارد و ۱٬۱۹۸ متر بالاتر از سطح دریا واقع شده‌است.